# Biblioteca comunale di Monselice
La biblioteca comunale di Monselice è la biblioteca del comune di Monselice, in provincia di Padova.

## Storia della biblioteca
La biblioteca di Monselice ha una storia piuttosto articolata, che si può suddividere in due momenti principali: dal 1857 al 1939 e dal 1939 ai giorni nostri.

### Il gabinetto di lettura: 1857-1939
Il 18 marzo 1857 venne istituito formalmente il Gabinetto di lettura di Monselice, che si inserisce nel più ampio panorama europeo del fenomeno dei gabinetti di lettura, a opera e interesse principalmente della borghesia terriera locale e del clero, che fondarono la Società del Gabinetto di Lettura in Monselice nel 1856. Il nucleo iniziale era composto da 62 soci, coordinati da monsignor Evangelista de Piero – arciprete di Santa Giustina dal 1856 – che assunse la carica di presidente. Il Consiglio di Presidenza che amministrava il Gabinetto e coordinava l’attività dei soci era composto da presidente, segretario, bibliotecario, vice bibliotecario, cassiere, amministratore, e tre consiglieri. La prima sede fu un edificio di proprietà della famiglia Regazzoni, con più locali destinati alla lettura e una stanza adibita a biblioteca: il nucleo originario dei libri era costituito principalmente da donazioni dei soci (il gabinetto era organizzato in forma associativa). Le quote associative dei partecipanti servivano a pagare l'affitto dello stabile in cui aveva sede il Gabinetto, nuovi libri e quotidiani. Dopo appena dieci anni di attività, nel 1867, l'esistenza del Gabinetto fu messa in crisi dalle gravi difficoltà economiche dovute al calo di soci iscritti. Il Comune, in questo frangente, stipulò un accordo con la Società che prevedeva la cessione della proprietà di tutti i beni da parte di questa al Comune, mantenendone la gestione, l’uso e il possesso, mentre il Comune si impegnava a sostenere le spese e forniva una nuova sede al Gabinetto: il palazzo in cui prima era ospitata la Pretura (da cui il nome di Pretura Vecchia). Nel 1869 il Comune deliberò l’annessione del patrimonio librario del convento di San Giacomo (chiuso nel 1866) a quello del Gabinetto, aumentando così la disponibilità di volumi, il cui numero andò aumentando nel tempo anche grazie ai lasciti testamentari delle biblioteche private di alcuni illustri soci del Gabinetto.
Dopo un periodo di stagnazione delle attività del Gabinetto, nel 1902 fu istituita una commissione che propose un nuovo statuto, più conforme alle necessità del tempo, e avviò un programma di eventi culturali come cicli di conferenze e concerti, che diedero nuova vita al Gabinetto di lettura agli inizi del Novecento.
Nel 1927 fu nominato podestà sotto il fascismo Annibale Mazzarolli: il periodo fascista vide affiancarsi al Gabinetto l'Opera Nazionale Dopolavoro, che progressivamente andava erodendo spazi culturali e sociali al Gabinetto portandolo nel tempo a una lunga decadenza a causa del numero sempre minore di soci e conseguentemente dei fondi sempre più esigui, particolarmente attraverso la casa del fascio, inaugurata a Monselice nel 1935 e provvista di una sala teatro per la filodrammatica e per le serate danzanti, di una sala di lettura, di campi da bocce e da tennis e di spazi destinati alle organizzazioni e ai sindacati del regime. Questo portò il podestà Mazzarolli a sciogliere il Gabinetto di lettura, che non esisteva più se non solo formalmente, nel 1939, e creare in sua vece la biblioteca comunale nella nuova sede dell'ex palazzo del Monte di Pietà.

### La biblioteca comunale: dopo il 1939
Durante la seconda guerra mondiale le truppe tedesche occuparono la sede della biblioteca causando la dispersione dell'arredamento e il danneggiamento di numerosi libri. Nel secondo dopoguerra l'attività della biblioteca fu limitata dai pochi mezzi e dalla di un bibliotecario a tempo pieno: la conservazione dei circa 15.000 volumi fu garantita dal custode Clermine Lupi.
Solo dagli anni settanta ripresero vita le attività della biblioteca grazie particolarmente ad alcune iniziative culturali. Nel 1970 l'assessore alla cultura Vittorio Rebeschini e il sindaco Mario Balbo diedero vita al “Maggio monselicense”; nel 1971 ci fu la prima edizione del premio nazionale per la traduzione letteraria “Città di Monselice”, una manifestazione nata grazie al contributo di Gianfranco Folena. Nel 1984 nasce anche il premio “Brunacci” per la ricerca sulla storia del Veneto, e successivamente dal 1986 la collana di storia locale, arte e letteratura “Appunti di storia monselicense” a cui si affianca, dal 2002, la collana di storia e cultura veneta “Il Carrubio” edita dalla biblioteca, e stampata per conto della casa editrice Il Poligrafo di Padova. Con la ripresa delle attività culturali e con il coinvolgimento di più persone all'interno della biblioteca riprese anche l'acquisto di materiale librario e il normale svolgimento dei servizi biblioteconomici al pubblico, con particolare efficacia nel decennio 1985-1995, grazie anche all'avvio di specifiche iniziative di promozione alla lettura. Nell'estate del 2003 la sede della biblioteca venne trasferita dal palazzo dell'ex Monte di Pietà alla restaurata chiesa seicentesca di San Biagio, dove ha sede attualmente. Dal novembre 2008 la biblioteca ha aderito al sistema bibliotecario di Abano Terme.

## Patrimonio della biblioteca
Il patrimonio della biblioteca si può dividere principalmente in due: il fondo antico e il fondo moderno.

### Il fondo antico
Il fondo antico, cioè principalmente l'eredità del gabinetto di lettura, consta di circa 8.000 libri antichi di cui 13 incunaboli, 310 cinquecentine, 459 seicentine, 3208 settecentine, 2766 ottocentine e 2844 novecentine*. Tra il 2009 e il 2010 il fondo antico ha trovato posto in una nuova sede, il "Centro di documentazione sulla storia di Monselice" che ospita anche l'archivio storico comunale di Monselice.
La completa registrazione sull'OPAC del sistema bibliotecario provinciale di tutti i record catalografici del fondo antico è terminata nel 2013: attualmente tutte le schede sono registrate e in continua revisione.

### Il fondo moderno
Il fondo moderno, destinato al pubblico più vasto e meno specialistico della biblioteca, è formato da poco più di 32.000 libri.
La completa registrazione (in BPA) di tutti i record catalografici del fondo moderno è terminata nel 2005.

## L'archivio storico comunale di Monselice
Il contro di documentazione sulla storia di Monselice, ospita anche l'archivio storico comunale di Monselice che è gestito dalla biblioteca. l'archivio è composto di circa 3000 faldoni, 1100 registri di varia natura e oltre 300 pergamene, inerenti alla storia di Monselice dal 1204 al 1960. La guida all'archivio è disponibile in http://www.monseliceantica.it/archivio-storico-di-monselice-pd/ Archiviato il 24 maggio 2022 in Internet Archive.